# 新疆生产建设兵团第二师二二三团
新疆生产建设兵团第二师二二三团是中华人民共和国新疆生产建设兵团第二师下辖的一个团，与新疆维吾尔自治区铁门关市开泽镇实行“团镇合一”的管理体制。

## 行政区划
新疆生产建设兵团第二师二二三团下辖以下单位：
团部、农二连、农四连、农五连、农六连、园一连、园二连、园三连、园四连、园五连、园六连、农三队、园七连、园八连、和静农场和农一连。